# Чемпіонат Європи з баскетболу 2015 (кваліфікація)
Кваліфікаційний відбір до чемпіонату Європи з баскетболу 2015 в якому брали участь 37 національних збірних. Шість команд кваліфікувались автоматично за підсумками Євробаскету 2013.

## Перший кваліфікаційний раунд
На першому етапі 13 збірних розділених на три групи з трьох збірних та однієї з чотирьох збірних. Команди, що посідають перші місця виходять до плей-оф, переможець проходить до другого кваліфікаційного раунду.

### Жеребкування
| Кошик 1                           | Кошик 2                               | Кошик 3                                   | Кошик 4 |
| --------------------------------- | ------------------------------------- | ----------------------------------------- | ------- |
| Естонія Болгарія Австрія Угорщина | Швейцарія Нідерланди Білорусь Румунія | Ісландія Словаччина Португалія Люксембург | Данія   |

| Група A                   | Група B                       | Група C                            | Група D                      |
| ------------------------- | ----------------------------- | ---------------------------------- | ---------------------------- |
| Болгарія Румунія Ісландія | Естонія Нідерланди Португалія | Австрія Швейцарія Люксембург Данія | Угорщина Білорусь Словаччина |

### Груповий раунд
Група A
| Команда  | І | В | П | ОН  | ОП  | РО  | О |
| -------- | - | - | - | --- | --- | --- | - |
| Болгарія | 4 | 3 | 1 | 327 | 283 | +44 | 7 |
| Ісландія | 4 | 2 | 2 | 287 | 304 | −17 | 6 |
| Румунія  | 4 | 1 | 3 | 280 | 307 | −27 | 5 |

- Румунія 68 – 84  Болгарія
- Болгарія 88 – 59  Ісландія
- Румунія 64 – 72  Ісландія
- Болгарія 74 – 77  Румунія
- Ісландія 79 – 81  Болгарія
- Ісландія 77 – 71  Румунія

Група B
| Команда    | І | В | П | ОН  | ОП  | РО  | О |
| ---------- | - | - | - | --- | --- | --- | - |
| Естонія    | 4 | 3 | 1 | 235 | 199 | +36 | 7 |
| Португалія | 4 | 2 | 2 | 209 | 222 | −13 | 6 |
| Нідерланди | 4 | 1 | 3 | 134 | 157 | –23 | 3 |

- Нідерланди 0 – 201  Естонія
- Естонія 66 – 72  Португалія
- Португалія 20 – 01  Нідерланди
- Естонія 64 – 63  Нідерланди
- Португалія 64 – 85  Естонія
- Нідерланди 71 – 53  Португалія

1Нідерландам зараховано дві поразки (анульовані дві перемоги) через наявність двох натуралізованих гравців у заявці.
Група C
| Команда    | І | В | П | ОН  | ОП  | РО   | О  |
| ---------- | - | - | - | --- | --- | ---- | -- |
| Швейцарія  | 6 | 5 | 1 | 461 | 378 | +83  | 11 |
| Австрія    | 6 | 5 | 1 | 535 | 445 | +90  | 11 |
| Данія      | 6 | 2 | 4 | 400 | 430 | −30  | 8  |
| Люксембург | 6 | 0 | 6 | 378 | 521 | −143 | 6  |

- Швейцарія 78 – 37  Данія
- Австрія 111 – 77  Люксембург
- Данія 72 – 80  Австрія
- Люксембург 57 – 75  Швейцарія
- Люксембург 62 – 73  Данія
- Швейцарія 69 – 63  Австрія
- Люксембург 65 – 98  Австрія
- Данія 65 – 66  Швейцарія
- Швейцарія 77 – 59  Люксембург
- Австрія 86 – 66  Данія
- Австрія 97 – 96 OT  Швейцарія
- Данія 87 – 58  Люксембург

Група D
| Команда    | І | В | П | ОН  | ОП  | РО  | О |
| ---------- | - | - | - | --- | --- | --- | - |
| Білорусь   | 4 | 3 | 1 | 341 | 306 | +35 | 7 |
| Словаччина | 4 | 2 | 2 | 292 | 341 | −49 | 6 |
| Угорщина   | 4 | 1 | 3 | 278 | 264 | +14 | 5 |

- Білорусь 79 – 75  Угорщина
- Угорщина 75 – 43  Словаччина
- Словаччина 97 – 85  Білорусь
- Угорщина 61 – 63  Білорусь
- Словаччина 79 – 67  Угорщина
- Білорусь 114 – 73  Словаччина

### Плей-оф
Півфінали
- 22 серпня 2013  Болгарія 92 - 87  Швейцарія
- 22 серпня 2013  Білорусь 76 - 70  Естонія
- 25 серпня 2013  Швейцарія 67 - 87  Болгарія
- 25 серпня 2013  Естонія 79 - 61  Білорусь

Фінал
- 29 серпня 2013  Болгарія 58 – 55  Естонія
- 1 вересня 2013  Естонія 61 – 49  Болгарія

## Другий кваліфікаційний раунд

### Жеребкування
| Кошик 1                                                               | Кошик 2                                                               | Кошик 3                                                            | Кошик 4                                      |
| --------------------------------------------------------------------- | --------------------------------------------------------------------- | ------------------------------------------------------------------ | -------------------------------------------- |
| Італія Латвія Бельгія Боснія і Герцеговина Німеччина Чорногорія Чехія | Велика Британія Північна Македонія Ізраїль Росія Грузія Швеція Польща | Болгарія Білорусь Швейцарія Австрія Ісландія Португалія Словаччина | Данія Угорщина Румунія Нідерланди Люксембург |

### Група А
| Команда              | І | В | П | ОН  | ОП  | РО  | О |
| -------------------- | - | - | - | --- | --- | --- | - |
| Боснія і Герцеговина | 4 | 4 | 0 | 304 | 267 | +37 | 8 |
| Ісландія             | 4 | 2 | 2 | 286 | 289 | −3  | 6 |
| Велика Британія      | 4 | 0 | 4 | 274 | 308 | −34 | 4 |

|                      | 1     | 2     | 3     |
| -------------------- | ----- | ----- | ----- |
| Ісландія             | *     | 83:70 | 70:78 |
| Велика Британія      | 69:71 | *     | 67:80 |
| Боснія і Герцеговина | 72:62 | 74:68 | *     |

### Група B
| Команда    | І | В | П | ОН  | ОП  | РО  | О  |
| ---------- | - | - | - | --- | --- | --- | -- |
| Ізраїль    | 6 | 4 | 2 | 487 | 435 | +52 | 10 |
| Нідерланди | 6 | 4 | 2 | 378 | 374 | +4  | 10 |
| Чорногорія | 6 | 3 | 3 | 434 | 447 | −13 | 9  |
| Болгарія   | 6 | 1 | 5 | 400 | 443 | −43 | 7  |

|            | 1     | 2      | 3      | 4     |
| ---------- | ----- | ------ | ------ | ----- |
| Болгарія   | *     | 84:100 | 73:84  | 53:62 |
| Ізраїль    | 61:69 | *      | 97:100 | 83:60 |
| Чорногорія | 70:64 | 65:80  | *      | 60:65 |
| Нідерланди | 66:57 | 57:66  | 68:55  | *     |

### Група С
| Команда    | І | В | П | ОН  | ОП  | РО   | О  |
| ---------- | - | - | - | --- | --- | ---- | -- |
| Польща     | 6 | 5 | 1 | 540 | 436 | +104 | 11 |
| Німеччина  | 6 | 4 | 2 | 535 | 404 | +131 | 10 |
| Австрія    | 6 | 3 | 3 | 465 | 483 | −18  | 9  |
| Люксембург | 6 | 0 | 6 | 387 | 604 | −217 | 6  |

|            | 1      | 2          | 3      | 4      |
| ---------- | ------ | ---------- | ------ | ------ |
| Німеччина  | *      | 88:69      | 109:49 | 76:88  |
| Австрія    | 64:77  | *          | 84:76  | 83:81  |
| Люксембург | 66:118 | 71:80      | *      | 61:113 |
| Польща     | 68:67  | 90:85 n.V. | 100:64 | *      |

### Група D
| Команда            | І | В | П | ОН  | ОП  | РО   | О  |
| ------------------ | - | - | - | --- | --- | ---- | -- |
| Бельгія            | 6 | 5 | 1 | 454 | 379 | +75  | 11 |
| Північна Македонія | 6 | 5 | 1 | 450 | 393 | +57  | 11 |
| Білорусь           | 6 | 2 | 4 | 436 | 461 | −25  | 8  |
| Данія              | 6 | 0 | 6 | 372 | 479 | −107 | 6  |

|                    | 1     | 2     | 3     | 4     |
| ------------------ | ----- | ----- | ----- | ----- |
| Північна Македонія | *     | 72:66 | 76:73 | 80:46 |
| Білорусь           | 70:81 | *     | 73:99 | 97:72 |
| Бельгія            | 63:60 | 71:57 | *     | 71:50 |
| Данія              | 75:81 | 66:73 | 63:77 | *     |

### Група E
| Команда    | І | В | П | ОН  | ОП  | РО  | О  |
| ---------- | - | - | - | --- | --- | --- | -- |
| Грузія     | 6 | 4 | 2 | 454 | 430 | +24 | 10 |
| Чехія      | 6 | 4 | 2 | 446 | 400 | +46 | 10 |
| Угорщина   | 6 | 4 | 2 | 402 | 376 | +26 | 10 |
| Португалія | 6 | 0 | 6 | 353 | 449 | −96 | 6  |

|            | 1     | 2        | 3     | 4     |
| ---------- | ----- | -------- | ----- | ----- |
| Португалія | *     | 90:91 ОТ | 61:75 | 38:58 |
| Грузія     | 71:59 | *        | 73:62 | 79:59 |
| Чехія      | 89:53 | 86:67    | *     | 66:63 |
| Угорщина   | 65:52 | 74:73    | 83:68 | *     |

### Група F
| Команда    | І | В | П | ОН  | ОП  | РО  | О  |
| ---------- | - | - | - | --- | --- | --- | -- |
| Латвія     | 6 | 6 | 0 | 486 | 392 | +94 | 12 |
| Румунія    | 6 | 4 | 2 | 471 | 483 | −12 | 10 |
| Швеція     | 6 | 2 | 4 | 442 | 455 | −13 | 8  |
| Словаччина | 6 | 0 | 6 | 435 | 504 | −69 | 6  |

|            | 1     | 2        | 3     | 4     |
| ---------- | ----- | -------- | ----- | ----- |
| Словаччина | *     | 72:75    | 65:89 | 69:81 |
| Швеція     | 83:77 | *        | 50:62 | 86:88 |
| Латвія     | 86:66 | 79:76 ОТ | *     | 88:65 |
| Румунія    | 90:86 | 77:72    | 70:82 | *     |

### Група G
| Команда   | І | В | П | ОН  | ОП  | РО  | О |
| --------- | - | - | - | --- | --- | --- | - |
| Італія    | 4 | 3 | 1 | 303 | 260 | +43 | 7 |
| Росія     | 4 | 2 | 2 | 313 | 268 | +45 | 6 |
| Швейцарія | 4 | 1 | 3 | 260 | 348 | −88 | 5 |

|           | 1      | 2     | 3     |
| --------- | ------ | ----- | ----- |
| Швейцарія | *      | 79:77 | 65:80 |
| Росія     | 101:56 | *     | 63:65 |
| Італія    | 90:60  | 68:72 | *     |

### Рейтинг команд, що посіли другі місця в групах
| Команда            | В | П | ОН  | ОП  | %     |
| ------------------ | - | - | --- | --- | ----- |
| Північна Македонія | 3 | 1 | 289 | 272 | 1.062 |
| Росія              | 2 | 2 | 313 | 268 | 1.167 |
| Німеччина          | 2 | 2 | 308 | 289 | 1.065 |
| Ісландія           | 2 | 2 | 286 | 289 | 0.989 |
| Чехія              | 2 | 2 | 282 | 286 | 0.986 |
| Нідерланди         | 2 | 2 | 250 | 264 | 0.946 |
| Румунія            | 2 | 2 | 300 | 328 | 0.914 |